# Echimys
Echimys és un gènere de tres espècies de rates espinoses que viuen al nord de Sud-amèrica. Es tracta d'animals arborícoles que solen trobar-se a prop de rius.
Tenen una llargada corporal de 250–310 mm, sense comptar la cua de 270–415 mm. Les potes posteriors mesuren 45–60 mm i les orelles 19–23 mm. Pesen entre 194 i 890 g. El seu pelatge és raspós o espinós.